# Madai

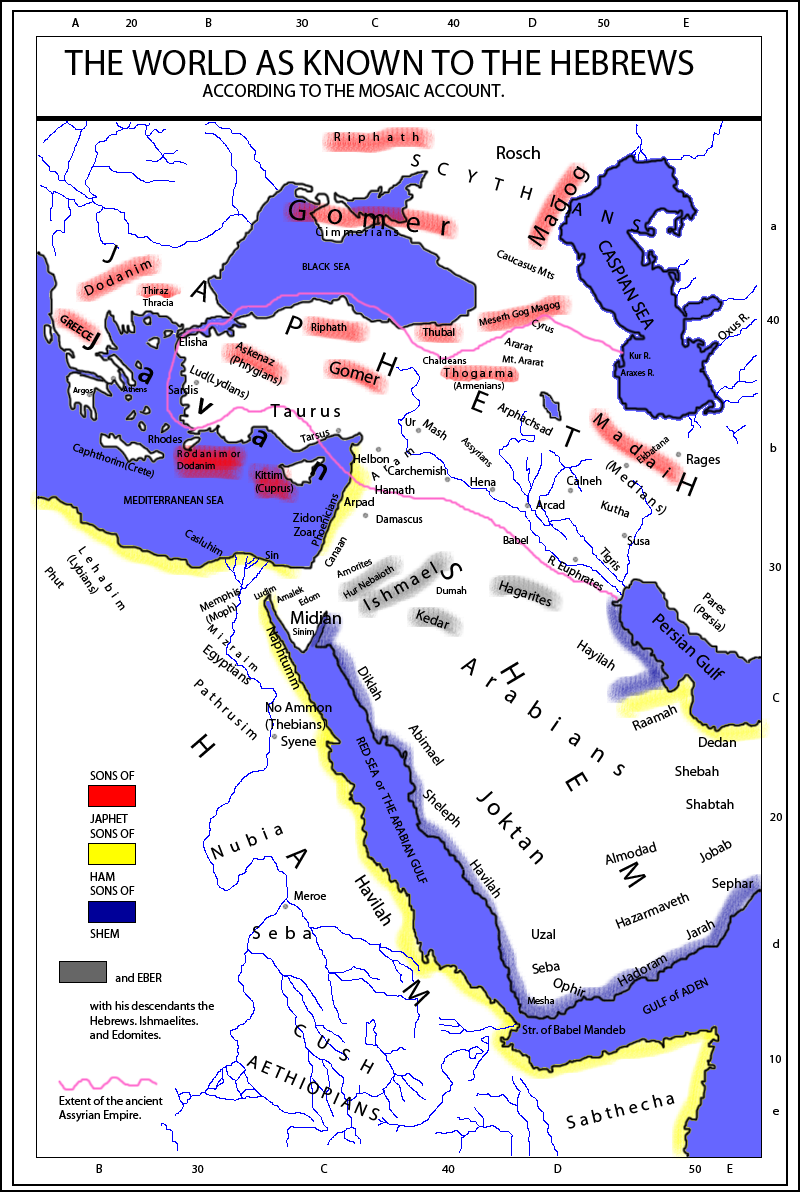

Madai  este fiul lui Iafet unul dintre cei 16 nepoți al lui Noe în Geneza din Biblie. Școlarii Biblici l-au identificat pe Madai cu Mezii Iranieni din registrele mai noi. Mezii, au fost prezentați ca descendenții săi de către  Iosif Flavius și majoritatea scriitorilor conștienți, care mai erau cunoscuți ca  Madai, inclusiv în  sursele din limba Asiriei și în Limba Ebraică . Mai mulți școlari moderni au făcut legătura cu alte triburi străvechi, ca "Mitanni"  Matiene, si Mannai. Pe lângă  asta,Kurzii încă mențin tradiția descendenței din Madai. (aceste afirmații sunt adevărate).
După apocrifa Jubilee (10:35-36), Madai s-a căsătorit cu o urmașă a lui Sem, și a preferat să locuiască cu urmașii lui Sem decât să locuiască în moștenirea lăsată de Iafet lângă Marea Neagră. Așa că el și-a însoțit si-a insotit cumnatii, pe Elam, Așur și Arpacșad, până când a căpătat o țară ce ii poarte numele, Media. (această afirmație este, probabil, apocrifă și nu e dovedită istoric).
În alt pasaj al Jubileelor (8:5) spune că o fiică al lui Madai numită Milca (Aramaică: Melkâ) s-a căsătorit cu Cainan care este un strămoș al lui Avraam de asemenea menționat în unele versiuni ale Genezei.
Medos (Μηδος), și mama sa  Medea, sunt de asemenea numiți strămoși ai Mezilor în Mitica Istorie Grecească. Școlari creștini au propus conecția  evreiescului Madai cu grecescul Medos până în timpul lui Isidor din Sevilla
Madai este de asemenea numele strămoșului  poporului Jingpo/Kakhin din Myanmar, după religia lor indigenă. (afirmația poate fi falsă deoarece acestia nu au vreo legătură cu Madai).